# Temporada 1972-73 de los New York Knicks
La temporada 1972-73 fue la vigésimo séptima de los New York Knicks en la NBA. La temporada regular acabó con 57 victorias y 25 derrotas, ocupando el tercer puesto de la conferencia, clasificándose para los playoffs, en los que se proclamaron campeones al batir en las Finales de la NBA a Los Angeles Lakers, repitiendo la final del año pasado, y devolviendo el mismo marcador a los angelinos. Fue su segundo anillo de campeón, el último hasta la fecha.

## Elecciones en elDraft
| Ronda | Puesto | Jugador     | Posición | Nacionalidad   | Universidad    |
| ----- | ------ | ----------- | -------- | -------------- | -------------- |
| 1     | 8      | Tom Riker   | F/C      | Estados Unidos | South Carolina |
| 4     | 58     | Henry Bibby | G        | Estados Unidos | UCLA           |

## Temporada regular
| División Atlántico | División Atlántico | División Atlántico | División Atlántico | División Atlántico | División Atlántico | División Atlántico | División Atlántico | División Atlántico |
| Equipo             | G                  | P                  | %                  | PD                 | Casa               | Fuera              | Neutral            | Div                |
| ------------------ | ------------------ | ------------------ | ------------------ | ------------------ | ------------------ | ------------------ | ------------------ | ------------------ |
| y-Boston Celtics   | 68                 | 14                 | .829               | –                  | 33–6               | 32–8               | 3–0                | 18–4               |
| x-New York Knicks  | 57                 | 25                 | .695               | 11                 | 35–6               | 21–18              | 1–1                | 16–6               |
| Buffalo Braves     | 21                 | 61                 | .256               | 47                 | 14–27              | 6–31               | 1–3                | 8–14               |
| Philadelphia 76ers | 9                  | 73                 | .110               | 59                 | 5–26               | 2–36               | 2–11               | 2–20               |

## Playoffs

### Semifinales de Conferencia
Baltimore Bullets vs. New York Knicks 
| Fecha       | Partido                                    | Ciudad     |
| ----------- | ------------------------------------------ | ---------- |
| 30 de marzo | New York Knicks 95, Baltimore Bullets 83   | Nueva York |
| 1 de abril  | New York Knicks 123, Baltimore Bullets 103 | Nueva York |
| 4 de abril  | Baltimore Bullets 96, New York Knicks 103  | Baltimore  |
| 6 de abril  | Baltimore Bullets 97, New York Knicks 89   | Baltimore  |
| 8 de abril  | New York Knicks 109, Baltimore Bullets 99  | Nueva York |
|             | New York Knicks gana las series 4-1        |            |

### Finales de Conferencia
Boston Celtics vs. New York Knicks 
| Fecha       | Partido                                 | Ciudad     |
| ----------- | --------------------------------------- | ---------- |
| 15 de abril | Boston Celtics 134, New York Knicks 108 | Boston     |
| 18 de abril | New York Knicks 129, Boston Celtics 96  | Nueva York |
| 20 de abril | Boston Celtics 91, New York Knicks 98   | Boston     |
| 22 de abril | New York Knicks 117, Boston Celtics 110 | Nueva York |
| 25 de abril | Boston Celtics 98, New York Knicks 97   | Boston     |
| 27 de abril | New York Knicks 100, Boston Celtics 110 | Nueva York |
| 29 de abril | Boston Celtics 78, New York Knicks 94   | Boston     |
|             | New York Knicks gana las series 4-3     |            |

### Finales de la NBA
Los Angeles Lakers vs. New York Knicks
| Fecha      | Partido                                     | Ciudad      |
| ---------- | ------------------------------------------- | ----------- |
| 1 de mayo  | Los Angeles Lakers 115, New York Knicks 112 | Los Ángeles |
| 3 de mayo  | Los Angeles Lakers 95, New York Knicks 99   | Los Ángeles |
| 6 de mayo  | New York Knicks 87, Los Angeles Lakers 83   | Nueva York  |
| 8 de mayo  | New York Knicks 103, Los Angeles Lakers 98  | Nueva York  |
| 10 de mayo | Los Angeles Lakers 93, New York Knicks 102  | Los Ángeles |
|            | New York Knicks gana las finales 4-1        |             |

## Estadísticas
| Rk | Jugador          | Edad | P  | PT | MP   | TC  | TCI  | %TC  | TL  | TLI | %TL  | RB   | AS  | FP  | PTS  |
| -- | ---------------- | ---- | -- | -- | ---- | --- | ---- | ---- | --- | --- | ---- | ---- | --- | --- | ---- |
| 1  | Walt Frazier     | 27   | 78 |    | 40.8 | 8.7 | 17.8 | .490 | 3.7 | 4.5 | .817 | 7.3  | 5.9 | 2.4 | 21.1 |
| 2  | Dave DeBusschere | 32   | 77 |    | 36.7 | 6.9 | 15.9 | .435 | 2.5 | 3.4 | .746 | 10.2 | 3.4 | 2.8 | 16.3 |
| 3  | Bill Bradley     | 29   | 82 |    | 36.6 | 7.0 | 15.3 | .459 | 2.1 | 2.4 | .871 | 3.7  | 4.5 | 3.3 | 16.1 |
| 4  | Earl Monroe      | 28   | 75 |    | 31.6 | 6.6 | 13.5 | .488 | 2.3 | 2.8 | .822 | 3.3  | 3.8 | 2.6 | 15.5 |
| 5  | Jerry Lucas      | 32   | 71 |    | 28.2 | 4.4 | 8.6  | .513 | 1.1 | 1.4 | .800 | 7.2  | 4.5 | 2.2 | 9.9  |
| 6  | Willis Reed      | 30   | 69 |    | 27.2 | 4.8 | 10.2 | .474 | 1.3 | 1.8 | .742 | 8.6  | 1.8 | 3.0 | 11.0 |
| 7  | Dean Meminger    | 24   | 80 |    | 18.2 | 2.4 | 4.6  | .515 | 1.0 | 1.6 | .628 | 2.9  | 1.7 | 1.4 | 5.7  |
| 8  | Phil Jackson     | 27   | 80 |    | 17.4 | 3.1 | 6.9  | .443 | 1.9 | 2.4 | .790 | 4.3  | 1.2 | 2.7 | 8.1  |
| 9  | Dick Barnett     | 36   | 51 |    | 10.1 | 1.7 | 4.4  | .389 | 0.3 | 0.6 | .533 | 0.8  | 1.0 | 1.0 | 3.8  |
| 10 | John Gianelli    | 22   | 52 |    | 9.9  | 1.5 | 3.4  | .451 | 0.4 | 0.6 | .697 | 2.9  | 0.5 | 1.4 | 3.5  |
| 11 | Henry Bibby      | 23   | 55 |    | 8.6  | 1.4 | 3.7  | .380 | 1.3 | 1.6 | .849 | 1.5  | 1.2 | 1.2 | 4.2  |
| 12 | Tom Riker        | 22   | 14 |    | 4.6  | 0.7 | 1.7  | .417 | 1.1 | 1.7 | .625 | 1.1  | 0.1 | 1.1 | 2.5  |
| 13 | Harthorne Wingo  | 25   | 13 |    | 4.5  | 0.7 | 1.7  | .409 | 0.2 | 0.5 | .333 | 1.2  | 0.1 | 0.7 | 1.5  |
| 14 | Luther Rackley   | 26   | 1  |    | 2.0  | 0.0 | 0.0  | 0.0  | 0.0 | 0.0 | 0.0  | 1.0  | 0.0 | 2.0 | 0.0  |

## Galardones y récords
| Jugador          | Galardón                                                                 |
| Walt Frazier     | 2.º Mejor quinteto de la NBA Mejor quinteto defensivo de la NBA All-Star |
| Dave DeBusschere | Mejor quinteto defensivo de la NBA All-Star                              |
| Willis Reed      | MVP de las Finales de la NBA                                             |
| Bill Bradley     | All-Star                                                                 |